# Cytherois vitrea
Cytherois vitrea är en kräftdjursart som först beskrevs av Georg Ossian Sars 1866.  Cytherois vitrea ingår i släktet Cytherois, och familjen Paradoxostomatidae. Arten är reproducerande i Sverige.